# HMS Delhi (D47)
Pour les autres navires du même nom, voir HMS Delhi.
Le HMS Delhi est un croiseur léger de classe Danae construit pour la Royal Navy à la fin des années 1910.

## Historique
En 1918-1919, il sert pendant la campagne britannique en Baltique, dans le cadre d’une intervention multinationale de la guerre civile russe contre les républiques soviétiques.
Le HMS Delhi est basé à Malte pendant la guerre civile espagnole. Le croiseur recueille des réfugiés de Palma de Majorque, Barcelone et Valence, où il est notamment engagé par des coups de feu tirés par le croiseur lourd nationaliste Canarias, en plus des attaques aériennes incessantes.
Au début de la Seconde Guerre mondiale, il opère dans les eaux territoriales, en mer du Nord et au large des côtes scandinaves. Il y captura le navire marchand allemand Rheingold et intercepta le navire marchand allemand Mecklembourg à l'est de l'Islande. L’équipage de Mecklembourg l'a fait sabordé avant que le navire ne puisse être capturé. Le 6 octobre 1939, le Delhi fait partie du 2e groupe de blocus stationnant dans le Skagerrak.
De mai à décembre 1941, le Delhi est réaménagé en tant que croiseur anti-aérien au Brooklyn Navy Yard. Il est le premier navire de la Royal Navy à être équipé du canon de 38 calibres, destiné à l'origine pour l'USS Edison. Après ses travaux, il participe à de nombreux débarquements alliés en Méditerranée (Sicile, Salerne et Alger). Le 20 novembre 1942, le Delhi est endommagé par une attaque ennemie dans la baie d'Alger, sa poupe est arrachée par un aéronef italien pendant qu'il mettait en place un écran de fumée pour protéger la flotte. Il rentre en Grande-Bretagne où il est réparé jusqu'en avril 1943.

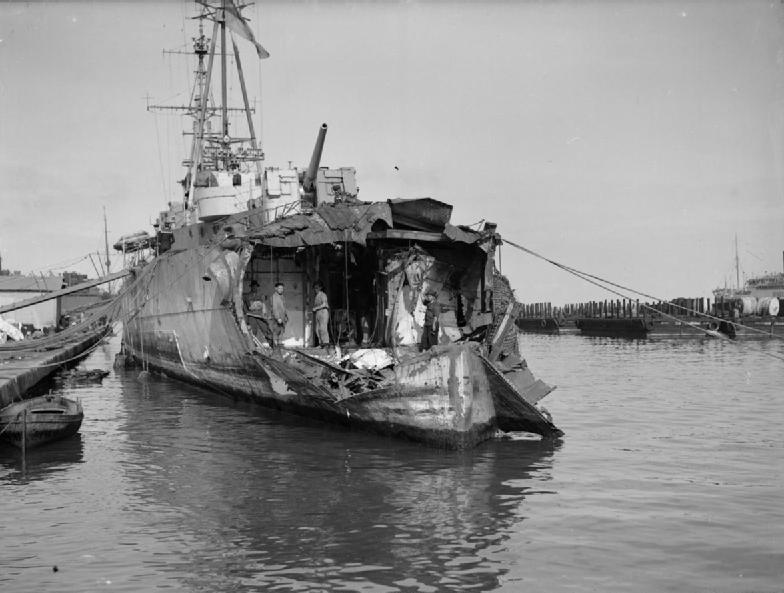
Dommages causés par une bombe à l'arrière du HMS Delhi lors des opérations en Afrique du Nord.

Au cours de l'opération Shingle, le débarquement allié à Anzio, il entre en collision avec un autre navire de la Royal Navy tout en essuyant une attaque aérienne la nuit. Légèrement endommagé à l'avant, plusieurs navires sont envoyés sur place pour l'assister — dont son sister-ship HMS Spartan — mais la plupart sont coulés avant de lui porter assistance. Le Delhi est réparé en mer et reprend aussitôt du service jusqu'à fin de la guerre, participant aux activités de la flotte avant le jour J afin de créer une incertitude quant aux zones de débarquement réelles.
Le 12 février 1945, il est attaqué et endommagé par six bateaux à moteur explosifs allemands dans le port de Split, en Croatie. L'attaque échoue et les navires heurtent une péniche de débarquement située à proximité. La force de l'explosion endommage cependant le gouvernail de direction, l'obligeant à rejoindre Malte par remorquage.
Il rejoint ensuite la Grande-Bretagne où il est déclassé après la guerre. Jamais réparé, il est vendu pour démolition le 22 janvier 1948, arrivant trois mois plus tard aux chantiers John Cashmore Ltd à Newport pour y être démoli.